# Leptepania lantauensis
Leptepania lantauensis là một loài bọ cánh cứng trong họ Cerambycidae.